# Bette Davis
Bette Davis (punim imenom Ruth Elizabeth Davis, Lowell, Massachusetts, SAD, 5. travnja 1908. – Neuilly-sur-Seine, Francuska, 6. listopada 1989.) bila je američka filmska, kazališna i televizijska glumica. Poznata po sklonosti ka prihvaćanju antipatičnih uloga, bila je vrlo cijenjena za svoje izvedbe u raznim žanrovima; od kriminalističkih melodrama, preko povijesnih filmova do povremenih izleta u komedije, no najpoznatija je po ulogama u romatičnim dramama. 
Rođena je u gradu Lowell država Massachusetts, SAD, u obitelji englesko-francusko-velškog porijekla. 1921. seli se u New York gdje inspirirana nijemim filmovima odlučuje postati glumica. Uči glumu kod Johna Murrayja Andersona i ples kod Marthe Graham. Isprva glumi manje uloge u kazalištu Georgea Cukora. Na Broadwayu debitira 1929. u predstavama Broken Dishes i Solid South gdje je primjećuju lovci na talente Universal Studiosa. Njen angažman za Universal nije bio uspješan., te 1932. prelazi u Warner Bros gdje ostvaruje niz hvaljenih uloga. 1937. nastoji se osamostaliti od ugovora sa studiom, no iako gubi medijski vrlo praćeni sudski spor, započinje svoj najuspješniji period karijere. Do kasnih 1940-ih jedna je od najvećih američkih filmskih zvijezda, poznata po svojim strastvenim interpretacijama. Stekla je reputaciju perfekcionistkinje koja je spremna na oštre, često medijski praćene, sukobe sa šefovima filmskih studija, redateljima, i kolegama glumcima. Njena izravnost, isprekidani stil govora i tradicionalna cigareta svorili su joj imidž koji je često bio imitiran ili predmet parodija.
Bette Davis je bila prva žena predsjednica Američke filmske akademije (AMPAS), prva glumica s 10 nominacija za Oscara i prva žena kojoj je dodijeljena nagrada za životno djelo Američkog filmskog instituta. Karijera s brojnim usponima i padovima, bila je po njenom priznanju često na račun osobnih odnosa. Iako lošeg zdravlja, nastavlja glumiti do duboke starosti u više od ukupno 100 filmskih, televizijskih i kazališnih uloga. Prema listi 100 najvećih filmskih glumica svih vremena Američkog filmskog instituta, objavljenoj 1999., Bette Davis je na drugom mjestu iza Katharine Hepburn. 1981, pjevačica Kim Carnes posvetila joj je pjesmu "Bette Davis eyes" koja je 9 tjedana bila na prvom mjestu top lista u SAD-u, te joj je Bette Davis osobno zahvalila na tome što je postala dijelom pop kulture.

## Izabrana filmografija
- Opasna (Dangerous, 1935.),
- Okamenjena šuma (The Petrified Forest 1936.)
- Jezebel (1938.),
- Mračna pobjeda (Dark Victory, 1939.),
- Pismo (The Letter, 1940.),
- Male lisice (The Little Foxes, 1941.),
- Now, Voyager (1942.)
- Mr. Skeffington (1942.)
- Sve o Evi (All About Eve, 1950.),
- The Star (1952.)
- Šešir pun čuda (1961.)
- Što se dogodilo s Baby Jane? (Whatever Happened to Baby Jane, 1962.).

## Vanjske poveznice
- Službena stranica   Arhivirana inačica izvorne stranice od 19. kolovoza 2006. (Wayback Machine)
- Bette Davis u internetskoj bazi filmova IMDb-u (engl.)